# Gonypetella flavicornis
Gonypetella flavicornis är en bönsyrseart som beskrevs av Sjöstedt 1909. Gonypetella flavicornis ingår i släktet Gonypetella och familjen Mantidae. Inga underarter finns listade i Catalogue of Life.